# Yat kor ho ba ba
Yat kor ho ba ba – hongkoński dramat filmowy z 2008 roku w reżyserii Sylvii Chang.

## Obsada
Źródło: Filmweb

- René Liu – Mabel Chan
- Nora Miao – Auntie Ying
- Yihan Liu
- Conroy Chan Chi-Chung
- Fruit Chan
- Michael Chan
- Kent Cheng
- Lam Suet
- Ken Lo
- Max Mok
- Yam Yam Siu
- Shaun Tam
- Ti Lung – ojciec Mabeli

## Nagrody i nominacje
W 2009 roku podczas 28. edycji Hong Kong Film Awards Louis Koo był nominowany do nagrody Hong Kong Film Award w kategorii Best Actor, Nora Miao była nominowana w kategorii Best Supporting Actress, Sylvia Chang, Mathias Woo i Susan Chan byli nominowani w kategorii Best Screenplay. Film zdobył nagrodę Film of Merit podczas Hong Kong Film Critics Society Awards.